# Mario Curletto
Mario Curletto, född 13 september 1935 i Livorno, död 22 december 2004 i Livorno, var en italiensk fäktare.
Curletto blev olympisk silvermedaljör i florett vid sommarspelen 1960 i Rom.